# هاوثورن (نیوجرسی)
هاوثورن (به انگلیسی: Hawthorne) شهری در ایالت نیوجرسی کشور ایالات متحده آمریکا است که جمعیت آن در سرشماری سال ۲۰۱۰ میلادی، ۱۸٬۷۹۱ نفر بوده‌است.